# Ryanggang
Ryanggang és una província de la República Democràtica Popular de Corea. La província limita amb la República Popular de la Xina en el nord, Hamgyong del Nord en l'est, Hamgyong del Sud en el sud, i a l'oest amb Chagang. Ryanggang es va formar en l'any 1954, quan va ser separada de Hamgyŏng del Sud. La capital provincial és Hyesan. A Corea del Sud, "Ryanggang" s'escriu i pronuncia com "Yanggang".